# Norges geografi

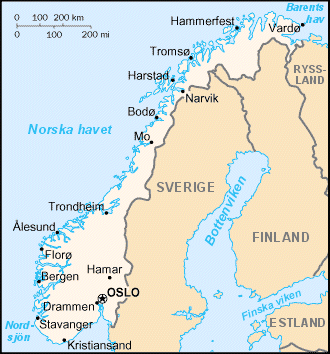
Karta över Norge (en detaljerad karta återfinns här)

Den här artikeln handlar om Norges geografi.
Den norska naturen är klippig och utmärks av fjordar, öar och glaciärer (Norges kust är 20 000 km lång, vilket är 10 % längre än till exempel USA:s kust) (borträknat Alaska, vars kust är nära 57 000 km). Norge gränsar till Sverige, Finland och Ryssland i öster och har kuster mot Skagerrak i söder, Nordsjön (Stora Fiskebanken) i sydväst, Norska havet i väst och Barents hav i norr.
Norges högsta berg är Galdhøpiggen, omkring 2 469 meter. Ibland anges Glittertind som högre med en höjd på 2 472 meter, men då är istäcket inräknat, vilket ju varierar i tjocklek (själva berget når 2 452 meter).
Norge har ett tempererat klimat längs med kusterna mycket tack vare golfströmmen med strängare klimat i inlandet och subarktiskt klimat i norr. Den högsta temperaturen som uppmätts i Norge är 35,6 grader i Nesbyen den 20 juni 1970. Kallast har man haft i Karasjok på Finnmarksvidda i nordligaste Norge. Där hade man -51,4 grader den 1 januari 1886.
- Högsta punkt: Galdhøpiggen 2 469 m
- Naturtillgångar: petroleum, gas, timmer, aluminium, koppar, zink, järnmalm, fisk, thorium
- Befolkningens medellivslängd: 79,5 år[1]
- Religion: Evangelisk-luthersk tro 90 % (1990), frikyrkliga 2,5 %, katoliker 3 %

- Total yta: 385 199 km² varav
  - Svalbard 61 020 km²
  - Jan Mayen 377 km²
  - sötvatten 17 900 km²
  - Norska Antarktis är områdesanspråk i Antarktis.

## Största städer
Se även lista över städer i Norge.
| Nr | Namn                       | Antal Invånare |
| -- | -------------------------- | -------------- |
| 1  | Oslo                       | 856 915        |
| 2  | Bergen                     | 223 593        |
| 3  | Stavanger/Sandnes (tätort) | 185 913        |
| 4  | Trondheim (tätort)         | 156 794        |
| 5  | Fredrikstad/Sarpsborg      | 100 458        |
| 6  | Drammen                    | 94 901         |
| 7  | Porsgrunn/Skien            | 86 342         |
| 8  | Kristiansand               | 66 532         |
| 9  | Tromsø                     | 54 070         |
| 10 | Tønsberg                   | 46 862         |
| 11 | Ålesund                    | 45 902         |
| 12 | Haugesund                  | 42 112         |
| 13 | Sandefjord                 | 40 596         |
| 14 | Moss                       | 40 309         |
| 15 | Bodø                       | 36 073         |
| 16 | Arendal                    | 32 103         |
| 17 | Hamar                      | 29 808         |
| 18 | Larvik                     | 23 577         |
| 19 | Halden                     | 22 688         |
| 20 | Lillehammer                | 19 922         |
| 21 | Harstad                    | 19 470         |
| 22 | Molde                      | 19 217         |
| 23 | Kongsberg                  | 18 565         |
| 24 | Gjøvik                     | 18 424         |
| 25 | Askøy                      | 18 054         |

1. ↑  Efter antal invånare i tätorten 1. januari 2008

## Öar efter yta
1. Spetsbergen, 37 673 km² (Svalbard)
2. Nordaustlandet, 14 443 km² (Svalbard)
3. Edgeøya, 5074 km² (Svalbard)
4. Hinnøya, 2204,7 km²
5. Senja, 1586,3 km²

## Sjöar efter yta
1. Mjösa
2. Røssvatnet
3. Femunden

## Andra fakta

### Geografiskt läge
Norra Europa mellan Nordsjön och norra Atlanten väster om Sverige.

### Geografiska koordinater
62°N, 10°E

### Area
- Totalt: 324 220 km²
- Land: 307 860 km²
- Vatten: 16 360 km²

### Landgräns
- Totalt: 2 515 km
- Riksgränser: Finland 729 km, Sverige 1 619 km, Ryssland 167 km

### Kust
21 925 km (inklusive fastlandet 3 419 km, större öar 2 413 km, långa fjordar, ett flertal små öar och mindre bukter 16 093 km)

### Längd och bredd
- Längd: 1752 km.
- Största bredd: 430 km.
- Minsta bredd: 6,3 km.

### Maritima anspråk
- Angränsande zon: 10 nautiska mil
- Kontinentalsockel: 200 nautiska mil
- Ekonomisk zon: 200 nautiska mil
- Territorialvatten: 4 nautiska mil

### Högsta och lägsta punkt
- Lägsta punkt: Norska havet 0 m
- Högsta punkt: Galdhøpiggen 2 469 m
- Norges ytterpunkter

### Landanvändning
- Odlingsbar mark: 3 %
- Åretruntodlingar: 0 %
- Åretruntbetesmarker: 0 %
- Skog: 27 %
- Övrigt: 70 % (1993 est.)

### Konstbevattnade områden
970 km² (1993)

### Naturkatastrofer
Kategori:Naturkatastrofer i Norge

### Naturtillgångar
olja, koppar, naturgas, pyrit, nickel, järnmalm, zink, bly, fisk, trä, vattenkraft

### Större norska städer
- Oslo
- Bergen
- Trondheim
- Kristiansand
- Fredrikstad
- Tromsø
- Drammen
- Sandnes
- Stavanger
- Molde
- Kristiansund

### Geografi, noter
Två tredjedelar berg, omkring 50 000 öar, strategiskt läge intill sjöfartsleder och flygvägar i nordatlanten; en av världens mest ojämna och längsta kuster. Norska Antarktis är områdesanspråk i Antarktis.

## Klimat
Tempererat längs kusterna, beroende av Golfströmmen, kallare i inlandet, regnigt året runt längs västkusten.
Norge har ett svalt tempererat klimat med bergsklimat i de norra delarna. Medeltemperaturen varierar stort mellan olika delar av landet. Vintertemperaturer varierar mellan -15 till 1° och 10-20° på sommaren. Årsnederbörden är från 500 till över 2000 mm. Den mesta nederbörden faller i de västra delarna.

### Terräng
Höga platåer och bergig terräng med bördiga dalar; små, utspridda slättland; kusten är genombruten av fjordar; arktiskt och tundraklimat i norr.